# Thomas More University
La Thomas More University è un'università privata di indirizzo cattolico con sede a Crestview Hills, nello stato americano del Kentucky.
Il Villa Madonna College fu aperto nel 1921 come scuola femminile dalle benedettine di Santa Scolastica del Saint Walburg Monastery di Covington. Nel 1929 divenne il college della diocesi di Covington e, insieme con le religiose benedettine, vi lavoravano anche le suore di Nostra Signora e le suore della Divina Provvidenza. Accanto al Villa Madonna operava anche una scuola maschile, il Saint Thomas More College, che nel 1945 fu accorpato alla scuola femminile. 
Nel 1968 la sede del college fu trasferita da Covington a Crestview Hills e l'istituto prese il nome di Thomas More College. Il college fu elevato al rango di university nel 2018.